# Local government area del Gambia
Il Gambia comprende otto Local Government Area. Questo l'elenco:
1. Banjul
2. Basse
3. Brikama
4. Janjanbureh
5. Kanifing
6. Kerewan
7. Kuntaur
8. Mansakonko